# مقصدی تعیین نشده است
مقصدی تعیین نشده است (به انگلیسی: Destination Set to Nowhere) آلبومی مفهومی و هفتمین آلبوم استودیویی گروه پراگرسیو پاور متال ایتالیایی ویژن دیواین است که در ۱۴ سپتامبر ۲۰۱۲ توسط ایرمیوزیک منتشر شد.

## داستان
مردی که از مشکلات و بی عدالتی‌های سیاسی و اجتماعی اطرافش خسته شده است تصمیم به ترک زمین می‌گیرد. او با استفاده از تمامی امکانات خود سفینه‌ای بزرگ ساخته و آن را با الهام از نام الههٔ امید، اِلپیس می‌نامد و همراه با دیگر مردان و زنانی که همچون او می‌اندیشند در جستجوی سیاره‌ای تازه که بتوانند زندگی جدیدی را در آن آغاز کنند رهسپار فضا می‌شوند. پس از زمانی طولانی که در فضا سرگردانند سرانجام به سیاره‌ای می‌رسند که همچون بهشت است و مسافران آن را به عنوان خانهٔ جدید خود انتخاب می‌کنند. با وجود این هنوز یک سال از زمان سکونت آنان در این سیارهٔ جدید نمی‌گذرد که شرایط زندگی به همان شرایط ناگوار زمین بر می‌گردد و این افراد در صدد کسب منابع و قدرت بیشتر برآمده و برای خود دستجات و حزب‌های مختلف تشکیل می‌دهند. این وضعیت باعث آزار فرمانده و عامل اصلی این مهاجرت شده و او درمی‌یابد که این خود انسان‌ها هستند که باعث به‌وجود آمدن چنین شرایطی می‌شوند زیرا طمع در وجود آنان نهفته است و ربطی به مکان زندگی آنها ندارد. او که سرخورده شده است تصمیم به ترک آنجا می‌گیرد. او به سفینه بازمی‌گردد و آن را فعال می‌کند، اما هیچ مقصدی را برای رفتن تعیین نمی‌کند و ترجیح می‌دهد تا خودش و الپیس در فضا بدون هدف پیش روند.

## فهرست آهنگ‌ها
این آلبوم دارای ۱۱ قطعه است که کار آهنگسازی آنها را اولاف تورسن، فابیو لیونه و السیو لوکاتی انجام داده‌اند. تورسن همچنین کار ترانه‌سرایی تمامی قطعات آلبوم را انجام داده است به جز ترک شمارهٔ ۱ که شعر آن برگرفته از S'i' fosse foco اثر چکو آنجولیری (۱۲۶۰–۱۳۱۲) است.
| شماره | نام                                               | مدت   |
| ----- | ------------------------------------------------- | ----- |
| ۱.    | «S'i Fosse Foco» (دکلمه توسط لئوناردو پاترینیانی) | ۰۱:۵۰ |
| ۲.    | «The Dream Maker»                                 | ۰۵:۰۳ |
| ۳.    | «Beyond the Sun and Far Away»                     | ۰۳:۵۸ |
| ۴.    | «The Ark»                                         | ۰۵:۴۲ |
| ۵.    | «Mermaids from Their Moons»                       | ۰۵:۲۳ |
| ۶.    | «The Lighthouse»                                  | ۰۴:۳۸ |
| ۷.    | «Message to Home»                                 | ۰۶:۱۷ |
| ۸.    | «The House of the Angels»                         | ۰۵:۱۱ |
| ۹.    | «The Sin is You»                                  | ۰۴:۳۸ |
| ۱۰.   | «Here We Die»                                     | ۰۴:۱۵ |
| ۱۱.   | «Destination Set to Nowhere»                      | ۰۴:۱۷ |

نسخهٔ محدود آلبوم دارای ۲ سی‌دی است که سی‌دی اول شامل آلبوم اصلی است و سی‌دی دوم گلچینی از بهترین ترانه‌های گروه است که ضبط مجدد شده‌اند. همچنین بازاجرایی از یکی کارهای گروه سَوِتاژ به عنوان قطعهٔ هدیه در این سی‌دی گنجانده شده است.
| شماره | نام                                         | مدت  |
| ----- | ------------------------------------------- | ---- |
| ۱.    | «New Eden»                                  | ۴:۰۱ |
| ۲.    | «Vision Divine»                             | ۵:۰۲ |
| ۳.    | «Send Me An Angel»                          | ۴:۱۷ |
| ۴.    | «Taste Of A Goodbye»                        | ۳:۴۲ |
| ۵.    | «The Fallen Feather»                        | ۶:۲۱ |
| ۶.    | «La Vita Fugge»                             | ۴:۴۳ |
| ۷.    | «The Perfect Machine»                       | ۶:۳۷ |
| ۸.    | «God Is Dead»                               | ۵:۲۳ |
| ۹.    | «The 25th Hour»                             | ۵:۲۷ |
| ۱۰.   | «Voices»                                    | ۵:۳۷ |
| ۱۱.   | «Gutter Ballet» (بازاجرای ترانهٔ گروه سوتاژ) | ۶:۳۴ |

## اعضا
- فابیو لیونه - خواننده
- اولاف تورسن – گیتار
- فدریکو پولری – گیتار
- السیو «تام» لوکاتی – کیبورد، پیانو
- آندره‌آ «تاور» توریچینی – گیتار بیس
- آلساندرو «بیکس» بیسا – درامز